# Draft NFL 2010
Il draft NFL 2010 si è tenuto dal 22 al 24 aprile 2010.
L'ordine del draft è costituito in questo modo: per le prime venti squadre che non si sono qualificate per i play-off viene invertito l'ordine della stagione regolare 2009, quindi dalla squadra che ha ottenuto meno vittorie a quella con più vittorie, poi a seguire si aggiungono le squadre in base al turno in cui sono state eliminate ai playoff, fino ad arrivare alle ultime due scelte (31ª e 32ª) che sono assegnate rispettivamente alla perdente e alla vincente del Super Bowl XLIV.
In caso di parità di vittorie si tiene conto come prima cosa la difficoltà del calendario che le squadre con lo stesso numero di vittorie hanno dovuto affrontare. In caso di ulteriore parità si considera il numero delle vittorie raggiunte all'interno della propria division o conference. Se la parità persiste la decisione viene presa con il lancio della monetina.

## Selezioni

### Primo giro
Nella tabella seguente è illustrato l'ordine del 1º round che si è tenuto il 22 aprile a partire dalle ore 19:30 EST.
|  | = Pro Bowler |

| Posizione | Franchigia           | Record | Giocatore         | Posizione        | Università     |
| --------- | -------------------- | ------ | ----------------- | ---------------- | -------------- |
| 1         | St. Louis Rams       | 1-15   | Sam Bradford      | quarterback      | Oklahoma       |
| 2         | Detroit Lions        | 2-14   | Ndamukong Suh     | defensive tackle | Nebraska       |
| 3         | Tampa Bay Buccaneers | 3-13   | Gerald McCoy      | defensive tackle | Oklahoma       |
| 4         | Washington Redskins  | 4-12   | Trent Williams    | offensive tackle | Oklahoma       |
| 5         | Kansas City Chiefs   | 4-12   | Eric Berry        | strong safety    | Tennessee      |
| 6         | Seattle Seahawks     | 5-11   | Russell Okung     | offensive tackle | Oklahoma State |
| 7         | Cleveland Browns     | 5-11   | Joe Haden         | cornerback       | Florida        |
| 8         | Oakland Raiders      | 5-11   | Rolando McClain   | linebacker       | Alabama        |
| 9         | Buffalo Bills        | 6-10   | C.J. Spiller      | running back     | Clemson        |
| 10        | Jacksonville Jaguars | 7-9    | Tyson Alualu      | defensive end    | California     |
| 11        | San Francisco 49ers  | 8-8    | Anthony Davis     | offensive tackle | Rutgers        |
| 12        | San Diego Chargers   | 13-3   | Ryan Mathews      | running back     | Fresno State   |
| 13        | Philadelphia Eagles  | 11-5   | Brandon Graham    | defensive end    | Michigan       |
| 14        | Seattle Seahawks     | 5-11   | Earl Thomas       | safety           | Texas          |
| 15        | New York Giants      | 8-8    | Jason Pierre-Paul | defensive end    | South Florida  |
| 16        | Tennessee Titans     | 8-8    | Derrick Morgan    | defendive end    | Georgia Tech   |
| 17        | San Francisco 49ers  | 8-8    | Mike Iupati       | guard            | Idaho          |
| 18        | Pittsburgh Steelers  | 9-7    | Maurkice Pouncey  | centro           | Florida        |
| 19        | Atlanta Falcons      | 9-7    | Sean Weatherspoon | linebacker       | Missouri       |
| 20        | Houston Texans       | 9-7    | Kareem Jackson    | cornerback       | Alabama        |
| 21        | Cincinnati Bengals   | 10-6   | Jermaine Gresham  | tight end        | Oklahoma       |
| 22        | Denver Broncos       | 8-8    | Demaryius Thomas  | wide receiver    | Georgia Tech   |
| 23        | Green Bay Packers    | 11-5   | Bryan Bulaga      | offensive tackle | Iowa           |
| 24        | Dallas Cowboys       | 11-5   | Dez Bryant        | wide receiver    | Oklahoma State |
| 25        | Denver Broncos       | 8-8    | Tim Tebow         | quarterback      | Florida        |
| 26        | Arizona Cardinals    | 10-6   | Dan Williams      | defensive tacle  | Tennessee      |
| 27        | New England Patriots | 11-5   | Devin McCourty    | cornerback       | Rutgers        |
| 28        | Miami Dolphins       | 7-9    | Jared Odrick      | defensive tackle | Penn State     |
| 29        | New York Jets        | 9-7    | Kyle Wilson       | cornerback       | Boise State    |
| 30        | Detroit Lions        | 2-14   | Jahvid Best       | running back     | California     |
| 31        | Indianapolis Colts   | 14-2   | Jerry Hughes      | defensive end    | TCU            |
| 32        | New Orleans Saints   | 13-3   | Patrick Robinson  | cornerback       | Florida State  |

### Secondo giro
| Posizione | Franchigia           | Giocatore           | Posizione | Università    |
| --------- | -------------------- | ------------------- | --------- | ------------- |
| 33        | St. Louis Rams       | Rodger Saffold      | OT        | Indiana       |
| 34        | Minnesota Vikings    | Chris Cook          | CB        | Virginia      |
| 35        | Tampa Bay Buccaneers | Brian Price         | DT        | UCLA          |
| 36        | Kansas City Chiefs   | Dexter McCluster    | RB        | Mississippi   |
| 37        | Philadelphia Eagles  | Nate Allen          | S         | South Florida |
| 38        | Cleveland Browns     | T.J. Ward           | S         | Oregon        |
| 39        | Tampa Bay Buccaneers | Arrelious Benn      | WR        | Illinois      |
| 40        | Miami Dolphins       | Koa Misi            | DE        | Utah          |
| 41        | Buffalo Bills        | Torell Troup        | DT        | UCF           |
| 42        | New England Patriots | Rob Gronkowski      | TE        | Arizona       |
| 43        | Baltimore Ravens     | Sergio Kindle       | DE        | Texas         |
| 44        | Oakland Raiders      | Lamarr Houston      | DT        | Texas         |
| 45        | Denver Broncos       | Zane Beadles        | OT        | Utah          |
| 46        | New York Giants      | Linval Joseph       | DT        | East Carolina |
| 47        | Arizona Cardinals    | Daryl Washington    | LB        | TCU           |
| 48        | Carolina Panthers    | Jimmy Clausen       | QB        | Notre Dame    |
| 49        | San Francisco 49ers  | Taylor Mays         | S         | USC           |
| 50        | Kansas City Chiefs   | Javier Arenas       | CB        | Alabama       |
| 51        | Minnesota Vikings    | Toby Gerhart        | RB        | Stanford      |
| 52        | Pittsburgh Steelers  | Jason Worilds       | DE        | Virginia Tech |
| 53        | New England Patriots | Jermaine Cunningham | DE        | Florida       |
| 54        | Cincinnati Bengals   | Carlos Dunlap       | DE        | Florida       |
| 55        | Dallas Cowboys       | Sean Lee            | LB        | Penn State    |
| 56        | Green Bay Packers    | Mike Neal           | DT        | Purdue        |
| 57        | Baltimore Ravens     | Terrence Cody       | DT        | Alabama       |
| 58        | Houston Texans       | Ben Tate            | RB        | Auburn        |
| 59        | Cleveland Browns     | Montario Hardesty   | RB        | Tennessee     |
| 60        | Seattle Seahawks     | Golden Tate         | WR        | Notre Dame    |
| 61        | New York Jets        | Vladimir Ducasse    | OT        | Massachusetts |
| 62        | New England Patriots | Brandon Spikes      | LB        | Florida       |
| 63        | Indianapolis Colts   | Pat Angerer         | LB        | Iowa          |
| 64        | New Orleans Saints   | Charles Brown       | OT        | USC           |

### Terzo giro
| Posizione | Franchigia           | Giocatore           | Posizione | Università        |
| --------- | -------------------- | ------------------- | --------- | ----------------- |
| 65        | St. Louis Rams       | Jerome Murphy       | CB        | South Florida     |
| 66        | Detroit Lions        | Amari Spievey       | CB        | Iowa              |
| 67        | Tampa Bay Buccaneers | Myron Lewis         | CB        | Vanderbilt        |
| -         | Washington Redskins  | Rinuncia            |           |                   |
| 68        | Kansas City Chiefs   | Jon Asamoah         | G         | Illinois          |
| 69        | Oakland Raiders      | Jared Veldheer      | OT        | Hillsdale         |
| 70        | Baltimore Ravens     | Ed Dickson          | TE        | Oregon            |
| 71        | Green Bay Packers    | Morgan Burnett      | S         | Georgia Tech      |
| 72        | Buffalo Bills        | Alex Carrington     | DE        | Arkansas State    |
| 73        | Miami Dolphins       | John Jerry          | OT        | Mississippi       |
| 74        | Jacksonville Jaguars | D'Anthony Smith     | DT        | Louisiana Tech    |
| 75        | Chicago Bears        | Major Wright        | S         | Florida           |
| 76        | New York Giants      | Chad Jones          | S         | LSU               |
| 77        | Tennessee Titans     | Damian Williams     | WR        | USC               |
| 78        | Carolina Panthers    | Brandon LaFell      | WR        | LSU               |
| 79        | San Diego Chargers   | Donald Butler       | LB        | Washington        |
| 80        | Denver Broncos       | J.D. Walton         | C         | Baylor            |
| 81        | Houston Texans       | Earl Mitchell       | DT        | Arizona           |
| 82        | Pittsburgh Steelers  | Emmanuel Sanders    | WR        | SMU               |
| 83        | Atlanta Falcons      | Corey Peters        | DT        | Kentucky          |
| 84        | Cincinnati Bengals   | Jordan Shipley      | WR        | Texas             |
| 85        | Cleveland Browns     | Colt McCoy          | QB        | Texas             |
| 86        | Philadelphia Eagles  | Daniel Te'o-Nesheim | DE        | Washington        |
| 87        | Denver Broncos       | Eric Decker         | WR        | Minnesota         |
| 88        | Arizona Cardinals    | Andre Roberts       | WR        | The Citadel       |
| 89        | Carolina Panthers    | Armanti Edwards     | WR        | Appalachian State |
| 90        | New England Patriots | Taylor Price        | WR        | Ohio              |
| 91        | San Francisco 49ers  | NaVorro Bowman      | LB        | Penn State        |
| 92        | Cleveland Browns     | Shawn Lauvao        | OT        | Arizona State     |
| 93        | Kansas City Chiefs   | Tony Moeaki         | TE        | Iowa              |
| 94        | Indianapolis Colts   | Kevin Thomas        | CB        | USC               |
| 95        | New Orleans Saints   | Jimmy Graham        | TE        | Miami (Fl.)       |
| 96        | Cincinnati Bengals   | Brandon Ghee        | CB        | Wake Forest       |
| 97        | Tennessee Titans     | Rennie Curran       | LB        | Georgia           |
| 98        | Atlanta Falcons      | Mike Johnson        | G         | Alabama           |

### Quarto giro
| Posizione | Franchigia           | Giocatore          | Posizione | Università     |
| --------- | -------------------- | ------------------ | --------- | -------------- |
| 99        | St. Louis Rams       | Mardy Gilyard      | WR        | Cincinnati     |
| 100       | Minnesota Vikings    | Everson Griffen    | DE        | USC            |
| 101       | Tampa Bay Buccaneers | Mike Williams      | WR        | Syracuse       |
| 102       | Houston Texans       | Darryl Sharpton    | LB        | Miami (Fl.)    |
| 103       | Washington Redskins  | Perry Riley        | LB        | LSU            |
| 104       | Tennessee Titans     | Alterraun Verner   | CB        | UCLA           |
| 105       | Philadelphia Eagles  | Trevard Lindley    | CB        | Kentucky       |
| 106       | Oakland Raiders      | Bruce Campbell     | OT        | Maryland       |
| 107       | Buffalo Bills        | Marcus Easley      | WR        | Connecticut    |
| 108       | Oakland Raiders      | Jacoby Ford        | WR        | Clemson        |
| 109       | Chicago Bears        | Corey Wootton      | DE        | Northwestern   |
| 110       | San Diego Chargers   | Darrell Stuckey    | S         | Kansas         |
| 111       | Seattle Seahawks     | Walter Thurmond    | CB        | Oregon         |
| 112       | New York Jets        | Joe McKnight       | RB        | USC            |
| 113       | New England Patriots | Aaron Hernandez    | TE        | Florida        |
| 114       | Baltimore Ravens     | Dennis Pitta       | TE        | BYU            |
| 115       | New York Giants      | Phillip Dillard    | LB        | Nebraska       |
| 116       | Pittsburgh Steelers  | Thaddeus Gibson    | DE        | Ohio State     |
| 117       | Atlanta Falcons      | Joe Hawley         | G         | UNLV           |
| 118       | Houston Texans       | Garrett Graham     | TE        | Wisconsin      |
| 119       | Miami Dolphins       | A.J. Edds          | LB        | Iowa           |
| 120       | Cincinnati Bengals   | Geno Atkins        | DT        | Georgia        |
| 121       | Philadelphia Eagles  | Keenan Clayton     | LB        | Oklahoma       |
| 122       | Philadelphia Eagles  | Mike Kafka         | QB        | Northwestern   |
| 123       | New Orleans Saints   | Al Woods           | DT        | LSU            |
| 124       | Carolina Panthers    | Eric Norwood       | LB        | South Carolina |
| 125       | Philadelphia Eagles  | Clay Harbor        | TE        | Missouri State |
| 126       | Dallas Cowboys       | Akwasi Owusu-Ansah | CB        | Indiana (Pa)   |
| 127       | Seattle Seahawks     | E.J. Wilson        | DE        | North Carolina |
| 128       | Detroit Lions        | Jason Fox          | OT        | Miami (Fl.)    |
| 129       | Indianapolis Colts   | Jacques McClendon  | G         | Tennessee      |
| 130       | Arizona Cardinals    | O'Brien Schofield  | DE        | Wisconsin      |
| 131       | Cincinnati Bengals   | Roddrick Muckelroy | LB        | Texas          |